# الفاتح (البحرين)
منطقة الفاتح أو ضاحية الفاتح أو الجفير الجديدة، هي منطقة سكنيّة عصريّة ومحدّثة في جنوب شرق العاصمة البحرينية المنامة، تضم كامل مجمّع 324 بحسب التقسيم في البحرين، تحدّها منطقة الجفير (والتي غالباً ما يتم وصفها بالجفير بعض الأحيان) والقضيبية غرباً والغريفة والقاعدة الأمريكية جنوباً.
تحتوي على مستشفى البحرين التخصصي ومجمع الجفير ومجمع البوابة ومحطة وقود الفاتح.
كما تضم فنادق بمستويات عالية وأبراج سكنيّة ضخمة مثل أبراج فوناتانا وفندق سمرست الفاتح وفندق الميريديان
تحتوي المنطقة على مسجدان، جامع الفاتح أكبر مسجد في البحرين والذي سميت بناءً على اسمه، ومسجد الإمام جعفر الصادق وكلاهما من المساجد الإسلامية السنيّة.
كما يقع ديوان الخدمة المدنية وجميع المكاتب التابعة لوزارة العدل والأوقاف الإسلامية والمعهد الديني فيها.